# Segunda Batalla de Corinth

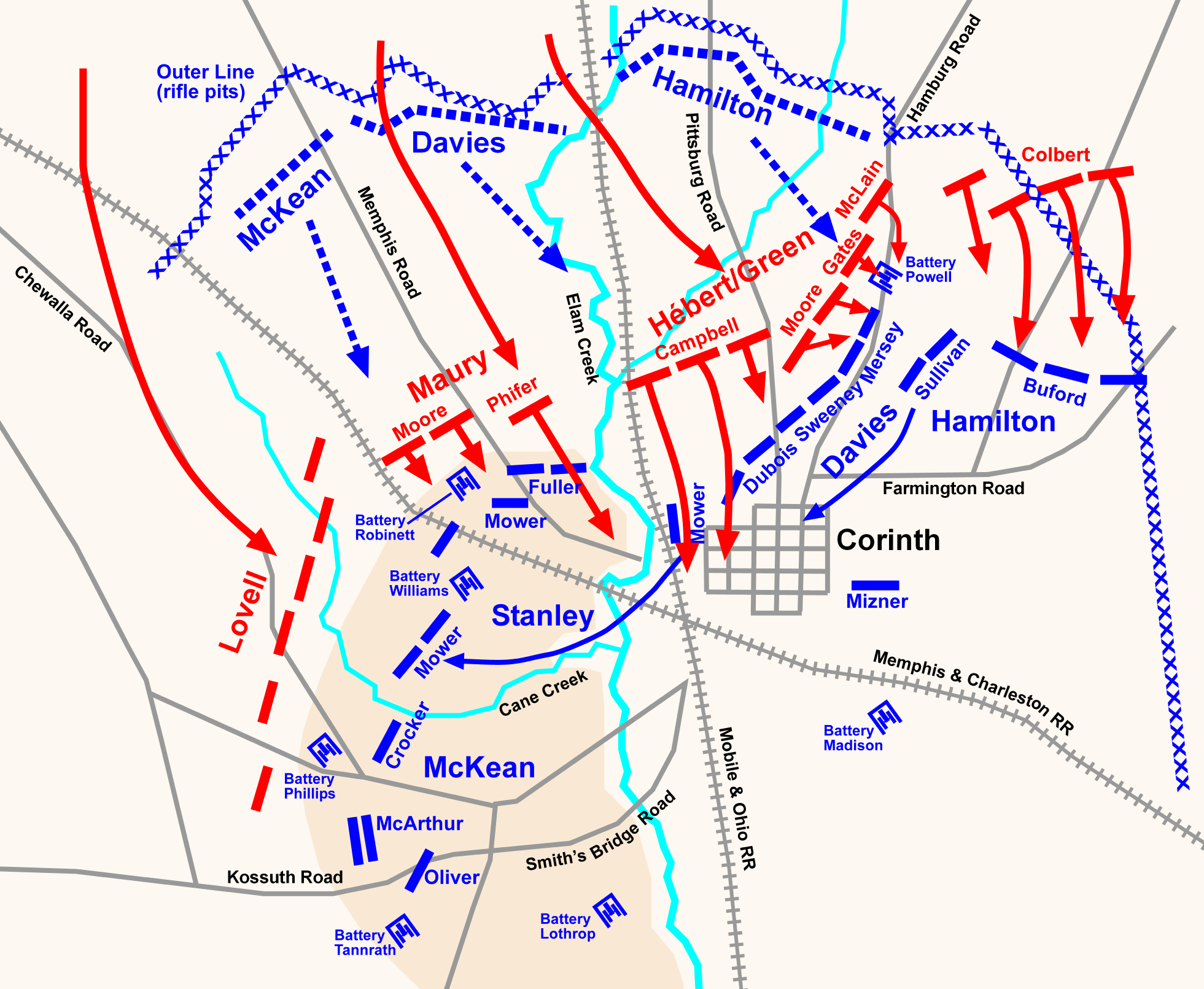
Batalla de Corinth durante los días 3 y 4 de octubre de 1862.

La segunda batalla de Corinth (referida como batalla de Corinth dentro del contexto de la guerra civil estadounidense para diferenciar el conflicto del asedio de Corinth producido anteriormente en el mismo año) tuvo lugar entre los días 3 y 4 de octubre de 1862 en Corinth, Misisipi. En esta contienda, y por segunda vez dentro de la Campaña Iuka-Corinth, el general William Rosecrans de la Unión derrotó al Ejército Confederado bajo las órdenes del mayor general Earl Van Dorn.
Después de la batalla de Iuka, el general Sterling Price marchó con su ejército al encuentro con los hombres de Van Dorn. Una vez se reforzaron, avanzaron juntos hacia Corinth con la esperanza de interrumpir las líneas de comunicación de la Unión y continuaron hacia el área media de Tennessee. Los combates empezaron el 3 de octubre en el momento que los confederados forzaron a los de la Unión a retirarse de los depósitos de armas construidos por las tropas confederadas durante el primer asedio a Corinth y aprovecharon un punto no vigilado que obligaron a los unionistas a retroceder hasta posiciones anteriores.
Al día siguiente los confederados avanzaron hacia la línea de artillería y asaltaron Battery Powell y Battery Robinett, donde dio comienzo una batalla a la desesperada. Durante el asedio, se intentó realizar una incursión a la localidad de Corinth con resultados infructuosos para la Confederación. Finalmente los estadounidenses recuperaron Battery Powell mediante un contraataque y Van Doorn ordenó la retirada general.